# (464) Megera
(464) Megera es un asteroide perteneciente al cinturón de asteroides descubierto el 9 de enero de 1901 por Maximilian Franz Wolf desde el observatorio de Heidelberg-Königstuhl, Alemania.
Está nombrado por Megera, una de las tres erinias de la mitología griega.